# Georgina Rizk
Georgina Rizk (Tiếng Ả Rập: جورجينا رزق) là một hoa hậu đến từ Liban. Cô sinh ngày 23 tháng 7 năm 1953, trong một gia đình Kitô giáo ở thành phố Beirut. Tại cuộc thi Hoa hậu Hoàn vũ 1971, cô đại diện cho Liban và giành vị trí đầu bảng. Với chiến thắng này, Georgina Rizk trở thành người phụ nữ Trung Đông và Ả Rập đầu tiên đăng quang danh hiệu Hoa hậu Hoàn vũ, trước đó cô cũng là đại diện của Lian tại Hoa hậu Thế giới 1970 nhưng không đạt kết quả. Người chồng đầu tiên của bà là Ali Hassan Salameh, một quân nhân Palestine, người đã bị cơ quan tình báo Mossad của Israel ám sát năm 1979.
Tại cuộc thi Hoa hậu Hoàn vũ 1972, Georgina Rizk không thể đến Puerto Rico trao vương miện cho tân hoa hậu do những hạn chế đi lại phòng ngừa khủng bố. Hai tháng trước đó, một quả bom đã phát nổ trước khách sạn đăng cai cuộc thi Miss USA. Liban cũng không gửi thí sinh dự thi năm đó.
Hiện nay, Georgina đã lấy một đời chồng khác, ca sĩ Walid Toufic, và hiện là một giám khảo của cuộc thi Hoa hậu Libang.